# 金元鳳
金 元鳳（きんげんほう、キム・ウォンボン、朝鮮語: 김원봉、1898年9月28日 - 1958年11月）は、朝鮮の独立運動家、中国の軍人、北朝鮮の政治家である。号は若山。本貫は金海金氏。
義烈団・朝鮮義勇隊で活動し、大韓民国臨時政府の光復軍副司令官となる。日本の敗戦後、1948年に民主主義民族戦線などで活動しながら、金奎植・金九などと共に南北連席会議に出席した後、韓国に戻らず、北朝鮮に残留。北朝鮮に社会主義政権が樹立された後は、朝鮮労働党中央委員会中央委員、最高人民会議常任委員会副委員長などを歴任した。
最初の妻である朴次貞は、北朝鮮の国家元首を務めた金枓奉の従姪（朴の母は金枓奉の従姉）。

## 生涯

### 義烈団組織
慶尚南道密陽生まれ。金若水や李如星などと交流しながら、中央高等学校（ソウル）を卒業した後、独立運動に意義を見出し満州に渡った。新興武官学校を卒業後、1919年に義烈団を組織し、何度となく直接行動を行なった。1920年代半ばに至り、義烈団による暗殺・破壊活動に限界を自覚し、軍隊組織による武装闘争路線に転換した。蒋介石と親交のあった孫斗煥の周旋で黄埔軍官学校校長だった蒋介石と面談し、金元鳳ら義烈団員24名が黄埔軍官学校4期生として入学した。1926年1月、崔林の名で入学し、歩兵第1団第5連に配属された。ここで獲得した知識及び社会主義思想を基に、同年春朝鮮民族革命党創設に携わる。1926年10月、黄埔軍官学校第4期歩兵科を卒業。卒業後も政治部教官として同校に留まり、北伐にも参加した。
1927年8月、周恩来、朱徳などが主導した中国共産党による南昌蜂起に参加した。しかし、共産党勢力と国民党政府の間で行なわれた殺戮戦を通し、イデオロギーは欺瞞であると痛感し、広州起義には参加しなかった。

### 朝鮮義勇隊組織と独立運動

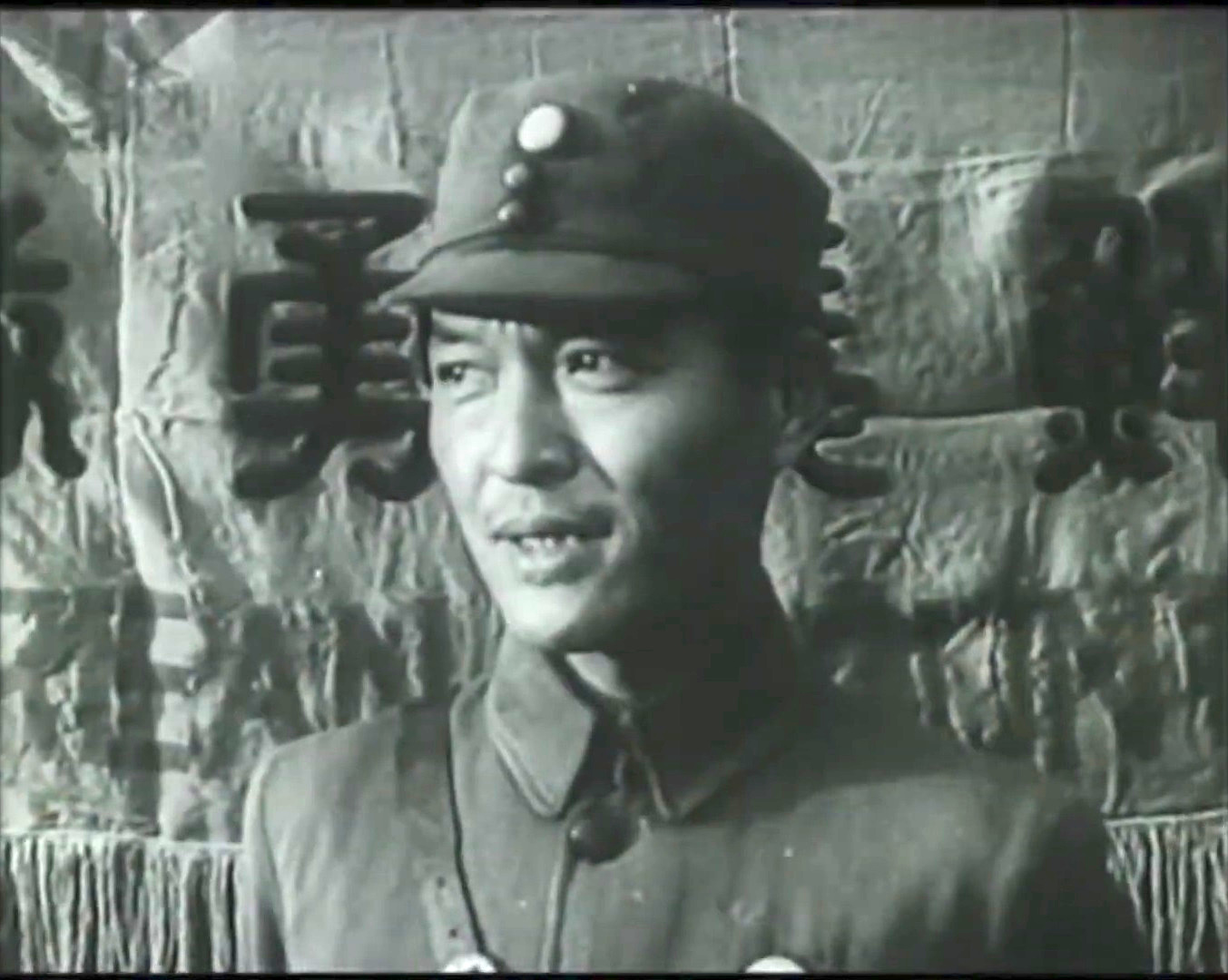
朝鮮義勇隊時代

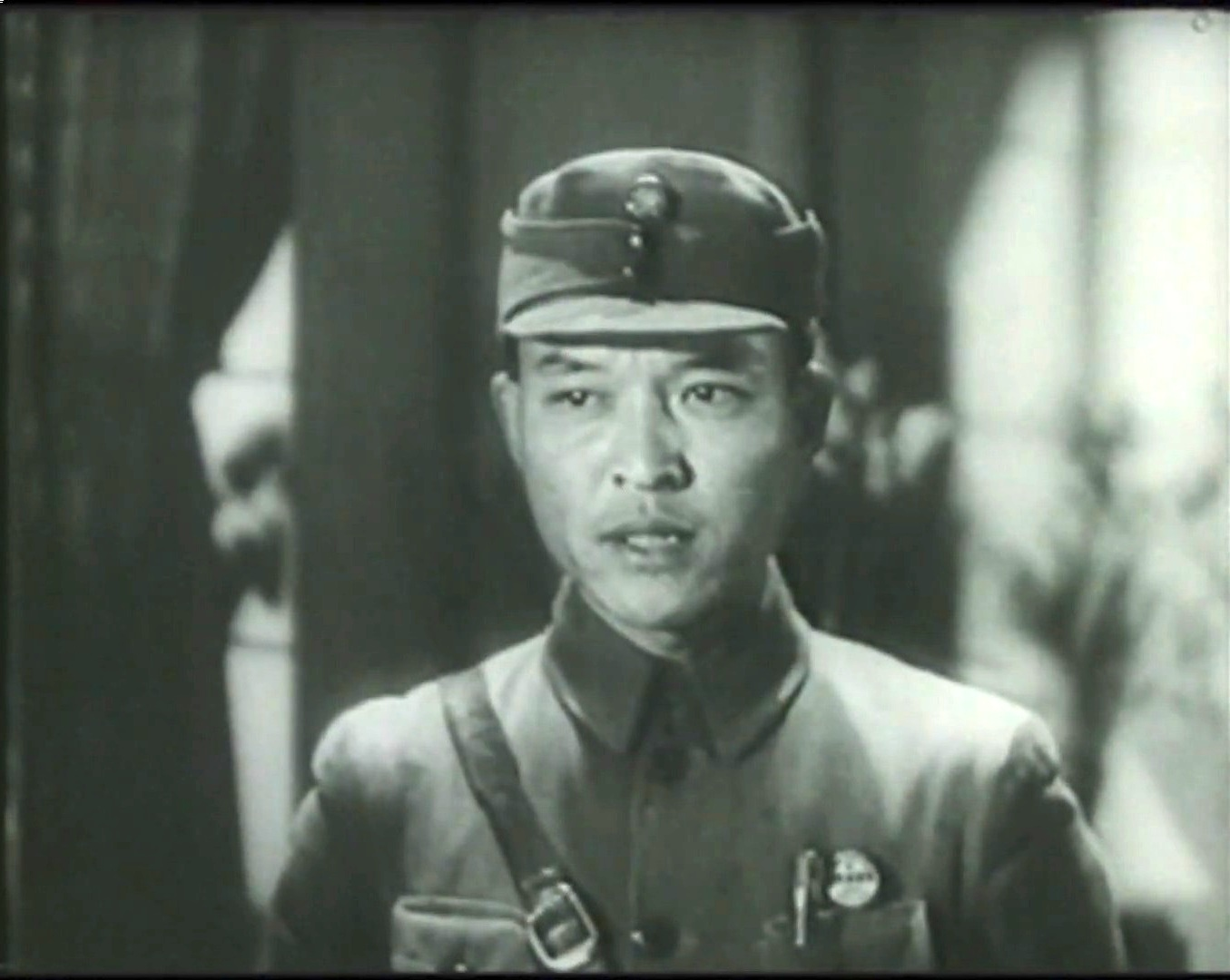
朝鮮義勇隊時代

1930年、朝鮮共産党再建同盟を組織して。
1931年に勃発した満州事変を契機に金元鳳ら義烈団指導部は、東北義勇軍後援会や東北難民救済会などの中国人抗日運動団体と関係を結ぶ一方、中国側との合作を模索していた。義烈団は三民主義力行社を通じて中国側との交渉を展開し、金元鳳は中国国民政府に「中韓に関する建議」「朝鮮革命計画書」などを提出して韓中合作と反満抗日を掲げながら中国側の支援と協力を交渉した。黄埔軍官学校出身者の積極的な協力を受けて蒋介石の承認を受け、三民主義力行社民族運動委員会が金元鳳に対する支援を担当し、財政をはじめとする積極的な支援を受けることになった。
1932年10月20日、南京市郊外の善祠廟（江寧区湯山）で朝鮮革命軍事政治幹部学校が開校、革命要員募集と養成を行なった。開校以降、日本の厳重な監視と追跡を避けるため、校舎の移転を繰り返していたが、3年間で3期生まで募集し、教育を実施して125名の軍事幹部を養成した。
幹部学校卒業生は朝鮮国内と満州地域に派遣され、特殊工作任務や義烈団の組織拡大や入校生募集活動などを展開した。これにより組織が拡大することもあったが、特派工作員の半数近い人員が検挙もしくは離脱したため、多くの人的損失があった。これら幹部学校卒業生は事実上金元鳳の勢力基盤となり、1930年代半ば以降、中国関内の独立運動陣営で金元鳳が主要指導者としての地位を確保することになったのは、このような人的基盤が1つの背景となったためである。
1935年、金奎植らの米州韓人独立党を吸収し朝鮮民族革命党を再結成するも、趙素昻、池青天の脱退など間もなく分裂。
1937年、金元鳳は、一時的に安楽な生活を送れるようになった。当時動向を把握していた朝鮮総督府特務機関の報告によれば、金元鳳は自家用車を所有しており、臨時政府よりは張学良一派から多くの資金を受けていたとされる。1937年7月10日、中華民国政府の招きにより、中国高官の会議場である南徴西郊の廬山を訪れる。廬山には金九などが来ており、中国政府側代表者は日本を相手取り統一戦線を結成すべきだと説得した。帰還する前、中国政府代表者から、使命を完遂するのに必要な巨額の資金援助を受けた。
1937年11月2日、朝鮮民族革命党と独立運動家の金山らの朝鮮民族解放同盟、鄭華岩らの朝鮮アナーキスト連盟を統合し、朝鮮民族前線連盟を編成。
1937年12月1日、朝鮮民族革命党主導で募集された90余名を中央陸軍軍官学校特別訓練班第4中隊に入校させる。彼らは1938年5月24日に卒業した後、金弘壹に引率され、党本部のある漢口に到着して朝鮮民族革命党に参加した。
1938年10月には、訓練を重ねた青年たちを糾合して、中国・漢口から、朝鮮民族前線連盟傘下の抗日軍事組織・朝鮮義勇隊を組織・編成。司令官に就任した。部隊員には元革命党員のほか、のちには朝鮮民族前衛同盟党員らも編入した。
1941年3月中旬から5月下旬にかけて朝鮮義勇隊の多くが黄河を渡って中国共産党地域の延安に進出した。この華北進出は中国当局も後で知ったほど密かに行われ、朝鮮義勇隊を支援していた中国当局は大きな衝撃を受けた。この事件で金元鳳に対する信認は低下し、それまで金九と金元鳳を通じて行われていた2つの支援窓口を、金九を中心とする臨時政府側に単一化することになった。
金元鳳の個人秘書だった司馬璐によれば、金元鳳は重慶弁事処責任者の周恩来に華北に行く意思があることを伝えたが、周恩来は「金先生が重慶に留まってこそ、このような工作が過去よりもっと重要になるということです。革命工作はどこでも皆同じものです」と正式に断った。中国共産党は統制が容易ではない金元鳳が延安に来ることを望んでおらず、李克農を秘密裏に重慶に派遣して金枓奉の華北行きを推進した。
1942年7月、朝鮮義勇隊は光復軍に編入。この過程で金元鳳は自身を光復軍副司令にすることと編入される義勇隊を第1支隊にすることを要求した。
1942年冬、日本語を駆使できる人員の必要性からインド駐留イギリス軍総司令部は朝鮮民族革命党に工作人員の派遣を要請し、総書記だった金元鳳は崔省吾と周世敏をインドに派遣した。イギリス軍は派遣した2人の活動に満足してより多くの人員を要請、これがきっかけとなり印緬戦区工作隊が派遣されることになった。
1942年12月5日、正式に光復軍総司令部副司令兼第1支隊長に就任。後方地域の重慶に位置していたこと、朝鮮民族革命党が臨時政府に参加することで軍事活動より政治活動に注力したことから、第1支隊は大きく発展することは無かった。
社会主義系列の独立運動のために、社会主義国家建設には否定的な右派である金九とは対立した。1939年、韓国独立党との統合が検討されたが、日の目を見ることはなかった。民族革命党の一部からは、既存の団体と連帯することには賛成するが既存の組織を解体して新党を結成することには賛成できないとの反発を呼び起こした。
1944年5月、戦闘の後遺症で妻の朴次貞が死去。

### 解放後の地下活動
以後、光復軍副司令兼第1支隊長、臨時政府軍務部長を歴任し、光復後臨時政府の要人たちと共に帰国した。1945年9月8日、朝鮮人民共和国の内閣が発表されると、金元鳳は国防相に選任された。1946年2月16日、民族主義民族戦線の共同議長に推戴された。
帰国した後、金元鳳は、臨時政府特別政治委員会中央委員として左翼陣営と協商したが、左右両翼の対立に嫌気が指し、臨時政府を脱退した。以後、民主主義民族戦線の共同議長に選出されたが、脱退した。
1947年3月南朝鮮労働党が主導してゼネラルストライキが発生すると、これに関連し、盧徳述に逮捕された。その際、盧徳述にビンタを張られ、衝撃を受けたという。金元鳳は釈放されたが、1947年7月、呂運亨が暗殺され、怒りを示した哀悼文を、「光明日報」「努力人民」など左翼誌に掲載し、呂の遺志を引き継ぐと訴えた。

### 南北協商参加

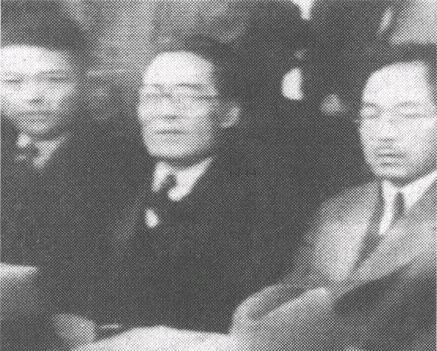
許憲（中央）・朴憲永（右）と

しかし、1948年、南北連席会議のときに、金九・金奎植と共に北朝鮮を訪問した後、韓国に帰還せずそのまま滞在し、越北人士となり、その年最高人民会議第1期代議員として朝鮮民主主義人民共和国政府樹立に参加した。1948年9月、北朝鮮政権が樹立され、国家検閲相に任命された。

### 朝鮮戦争以後

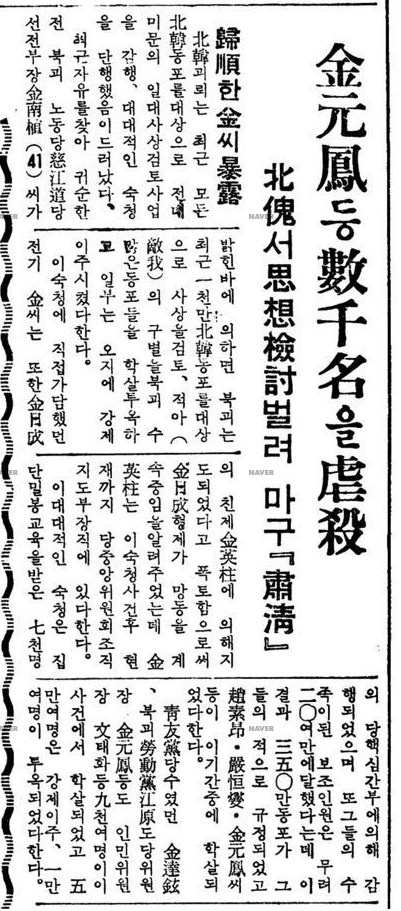
東亜日報 1964/1/29

1950年、朝鮮戦争が発生以後は、北朝鮮で政治活動をした。以後、労働相、朝鮮労働党中央委員会中央委員、最高人民会議常任委員会副委員長などの高い地位を経験した。1958年、北朝鮮政権から労働勲章を授与された。
南労党派・延安派が粛清されたときに失脚した。のちに粛清されたとされる。

## 金元鳳を演じた人物
映画
- チョ・スンウ『暗殺』 (2015年) チェ・ドンフン（朝鮮語版）監督
- イ・ビョンホン『密偵』 (2016年)  キム・ジウン監督 役名はチョン・チェサン

テレビドラマ
- メン・ボンハク（朝鮮語版）『野人時代』SBS大河ドラマ (2002年度)
- ユ・ジテ『異夢（朝鮮語版）』MBC大韓民国臨時政府樹立100周年記念特集ドラマ (2019年)

## 評価
2019年6月6日の朝鮮戦争での戦死者を追悼する顕忠日に大韓民国の文在寅大統領は、金元鳳を「韓国軍のルーツ」と肯定的に評価した。なお、自由韓国党などの韓国の保守派は「よりにもよって顕忠日のソウルの国立顕忠院での追悼演説で敵側の北朝鮮側の要人を「韓国軍のルーツ」と持ち上げた」と大統領の発言を批判した。